# الزرور (المخادر)

تعديل مصدري - تعديل

الزرور محلة تابعة لقرية ذي حقل، التابعة لعزلة الشرف بمديرية المخادر إحدى مديريات محافظة إب في الجمهورية اليمنية، بلغ تعداد سكانها 42 حسب تعداد اليمن لعام 2004.